# Saramacca (Fluss)
Der Saramacca ist ein etwa 467 km langer Zufluss des Atlantischen Ozeans in Suriname in den Distrikten Sipaliwini, Para und Saramacca.

## Flussverlauf
Der Saramacca entspringt in den nördlichen Ausläufern des Wilhelminagebirges. Er strömt nordwärts, wo er den mächtigen Lawaaidam (= „Lärmdamm“, Lelyfälle) formt. Hiervon hat der Hauptfall eine Fallhöhe von circa 10 m. Nördlich vom Marrondorf Akulitatojeprati nimmt er den von links kommenden, wichtigen Seitenflusslauf Tukumutu auf, der sein Wasser am nördlichen Abhang der Emmakette empfängt. Nachdem weitere kleinere Wasserfälle und einige Marrondörfer passiert sind, bildet der Saramacca nördlich von Posugrunu einen umfangreichen Wasserfallkomplex, wovon der Grandam der wichtigste ist. Er wird beim Jan Basi Gadoberg mit dem gleichnamigen Wasserfall über mehrere Kilometer gezwungen, ostwärts zu fließen. Seinen Weg nach Norden fortsetzend passiert der Fluss einige Marrondörfer, formt den Kintibofufall und nimmt nördlich vom Mamadam den rechten Seitenflusslauf, den Kleinen Saramacca und südlich von Kwakugron den Mindrineti auf. Der Mindrineti ist für seine Goldablagerungen am Unterlauf bekannt.
Nachdem der Saramacca den Distrikt Sipaliwini verlassen hat, kreuzt er den Avanaveroweg mit der Baileybrücke. Der Fluss windet sich anschließend stark bis Uitkijk, wo der Saramaccakanal durch Schleusen mit dem Fluss verbunden ist und eine Fähre die Orte Uitkijk und Hamburg (ehemalige Plantage) verbindet. An Uitkijk vorbei wendet sich der Saramacca sich nach Westen, kreuzt hinter Groningen die sogenannte Ost-West-Verbindung mit Brücke und fließt dann zwischen den Landbauflächen und der Ölförderungsanlage auf der Plantage Catharina Sophia zum Coppenamepunt, wo der Fluss zusammen mit dem Coppename in den Atlantischen Ozean mündet.

## Besonderheiten
Als Wasserstraße ist der Fluss vor allem für den lokalen Fracht- und Personenverkehr zu den Landbaugebieten wichtig. Die Befahrbarkeit wird jedoch durch Sandbänke im Mündungsgebiet behindert.

## Einzugsgebiet
Der Saramacca entwässert ein Areal von 9000 km². Das Einzugsgebiet grenzt im Westen an das des Coppename sowie im Osten an das Suriname.

## Hydrologie
Der mittlere Abfluss beträgt 225 m³/s. Die höchsten Abflüsse liegen bei 2000 m³/s, die niedrigsten bei 10 m³/s.

## Erforschung
Zur wissenschaftlichen Erforschung des Oberlaufes haben die Messungen von Loth in den 70er Jahren des 18. Jahrhunderts, die Saramacca-Expedition unter Van Stockum (1902–1903), die 3. Tafelberg-Expedition (1958) unter Geijskes und die Arbeit des Centraal Bureau Luchtkartering (Zentrales Amt für Luftbildkartierung) und der Geologisch Mijnbouwkundige Dienst (Geologisch-bergbaukundlicher Dienst) Beiträge geliefert.

## Benennung
Lawrence Keymis, Freund  von Sir Walter Raleigh, der den Fluss 1596 erkundet hatte, nannte ihn Shurama. Spätere Namen waren Surrmacca, Saramo, Saramaca und Sarameca. Die Arawak nannten den Fluss Surama, wovon wahrscheinlich der heutige Name abgeleitet wurde.

## Brücken
Neben der bereits erwähnten Brücke, nördlich von Groningen, wurde am 24. Juni 2011 eine neue Brücke über den Saramacca von dem Ort Uitkijk nach Hamburg dem Verkehr übergeben. Mit dem Bau wurde bereits im Mai 2005 begonnen. Schlechte Planung und falsche Berechnungen führten zu Absenkungen der Brückenpfeiler. Nachdem der ursprünglich beauftragte Bauunternehmer nicht in der Lage gewesen war, die Brücke verkehrssicher abzuliefern, wurde zwischen der surinamischen Regierung und dem niederländischen Bauunternehmen Ballast Nedam im März 2010 ein Vertrag zur Fertigstellung der Brücke unterzeichnet. Damit waren allerdings zusätzliche Kosten in Höhe von 3,7 Millionen Euro verbunden.
Am 17. Juli 2011 wurde eine weitere neue Brücke über den Saramacca bei Pikin Saron, die u. a. den Ort Bigi Poika erschließt, durch Präsident Bouterse feierlich eröffnet. Diese 175 Meter lange und 9,60 Meter breite Betonbrücke ersetzt eine alte marode Holzbrücke.